# Tadeusz Pankiewicz
Tadeusz Pankiewicz (ur. 21 listopada 1908 w Samborze, zm. 5 listopada 1993) – polski farmaceuta, absolwent Uniwersytetu Jagiellońskiego, właściciel apteki „Pod Orłem” w Krakowie, jedynej apteki funkcjonującej w getcie krakowskim. Za działalność na rzecz pomocy i ratowania Żydów odznaczony 10 lutego 1983 roku medalem „Sprawiedliwy wśród Narodów Świata”. Swoje wojenne wspomnienia opisał w książce pt: „Apteka w getcie krakowskim”, która pierwsze wydanie miała w 1947 r.

## Rodzina

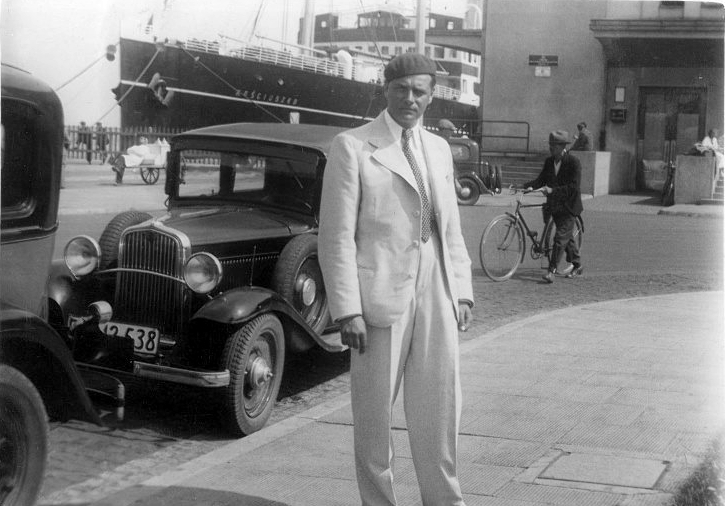
Tadeusz Pankiewicz w Gdyni, 1936

Tadeusz Pankiewicz pochodził z rodziny o tradycjach patriotycznych. Dziadek Tadeusza Leon Pankiewicz (ur. 1833) był nadleśniczym w Pysznicy, obecnie pow. stalowowolski, woj. podkarpackie. W lipcu 1864 został skazany na 10 tygodni aresztu za „przekroczenie obwieszczeń z 28 i 29 lutego 1864 roku”, czyli za świadczenie pomocy powstańcom. Józef Pankiewicz (1865–1942) – ojciec Tadeusza, urodzony w Pysznicy, był farmaceutą w Przemyślu. Od 1903 prowadził aptekę w Samborze, gdzie pełnił także funkcję sędziego przysięgłego do czasu przyjazdu do Podgórza w 1909. Matka, Maria z d. Weirich (1875–1950) ukończyła ck Seminarium Nauczycielskie w Przemyślu w 1894. Była córką Oskara i Teofili z d. Betley. Oskar Weirich był Niemcem wyznania ewangelickiego i pochodził najprawdopodobniej ze Śląska Pruskiego, matka, Teofila była z pochodzenia Węgierką. Tadeusz miał dwójkę rodzeństwa: brata Kazimierza (1896–1914) i siostrę Zofię (1901–1962). Kazimierz po zdaniu matury w 1914, został wywieziony w głąb Rosji i zginął w obozie w Wiatce. Siostra ukończyła Konserwatorium Towarzystwa Muzycznego w Krakowie (absolwentka 1923), wyszła za mąż za Józefa Grzanowskiego, nauczyciela w VI Gimnazjum im. Tadeusza Kościuszki w Krakowie - Podgórzu.
Tadeusz Pankiewicz ukończył VI Gimnazjum im. Tadeusza Kościuszki w Krakowie - Podgórzu, maturę zdał w 1927. Po ukończeniu studiów na Wydziale Farmacji Uniwersytetu Jagiellońskiego w 1930 zaczął pracować w rodzinnej aptece przy pl. Zgody 18. Od początku 1934 pracował jako jej zarządca. Ponieważ nie posiadał wymaganego pięcioletniego doświadczenia pracy musiał uzyskać specjalną zgodę Ministerstwa Opieki Społecznej, by formalnie zostać zarządcą apteki rodzinnej. Z zamiłowania był podróżnikiem, zwiedził większość krajów europejskich, w 1938 przebywał w Palestynie i Egipcie. Ożenił się z Heleną z d. Kaim 28 listopada 1942.

## II wojna światowa

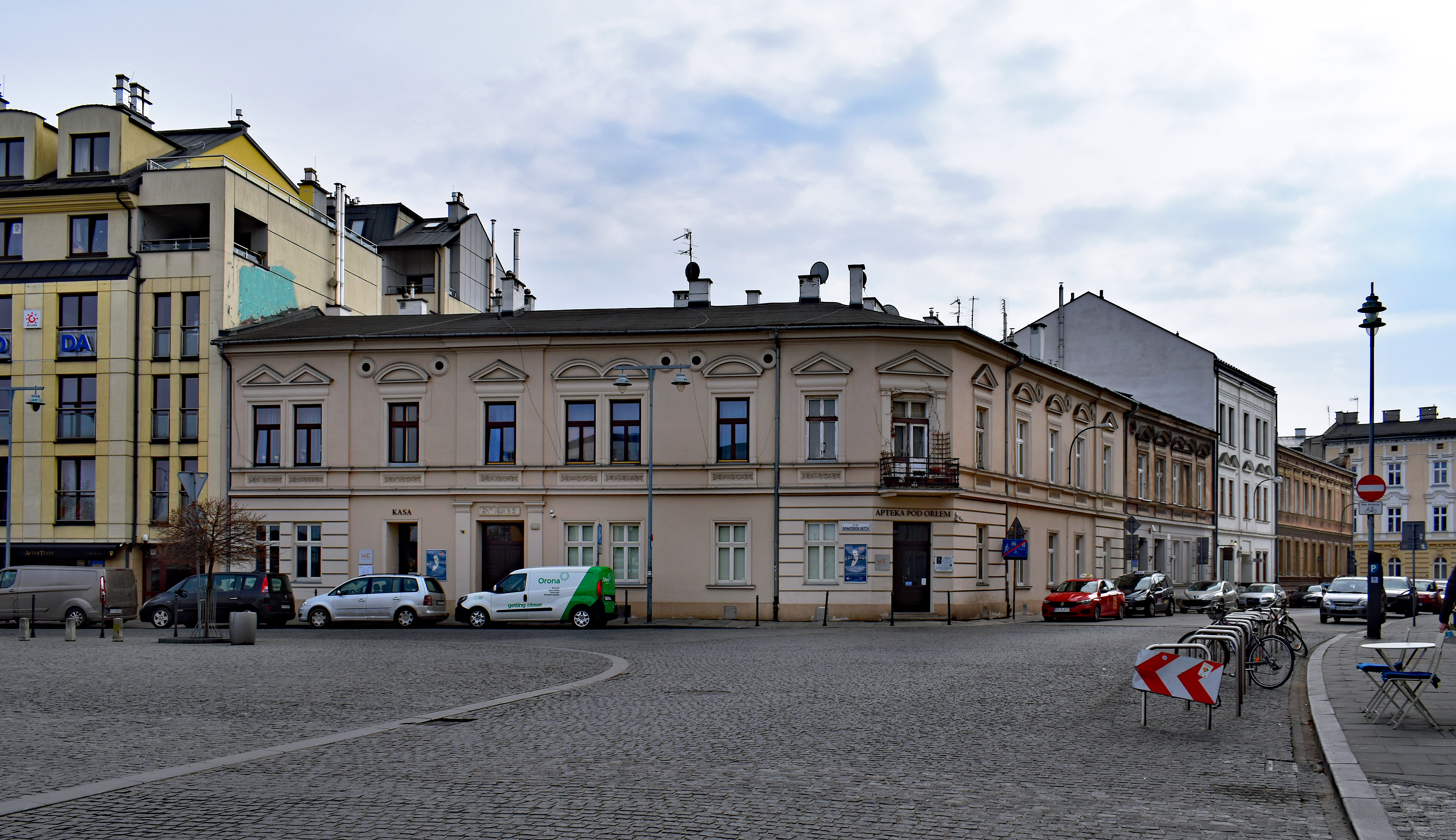
Apteka pod Orłem w Krakowie

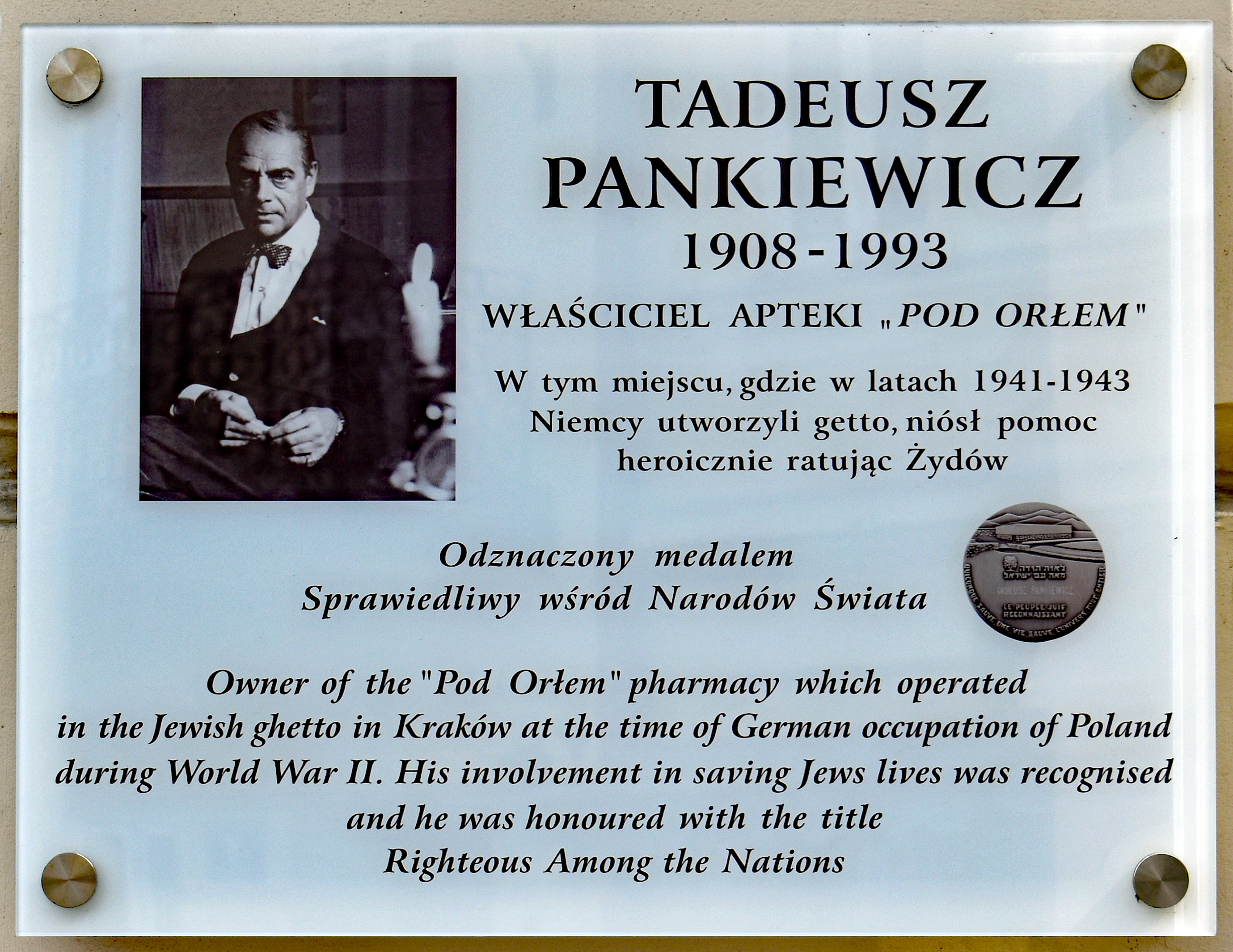
Tablica pamiątkowa

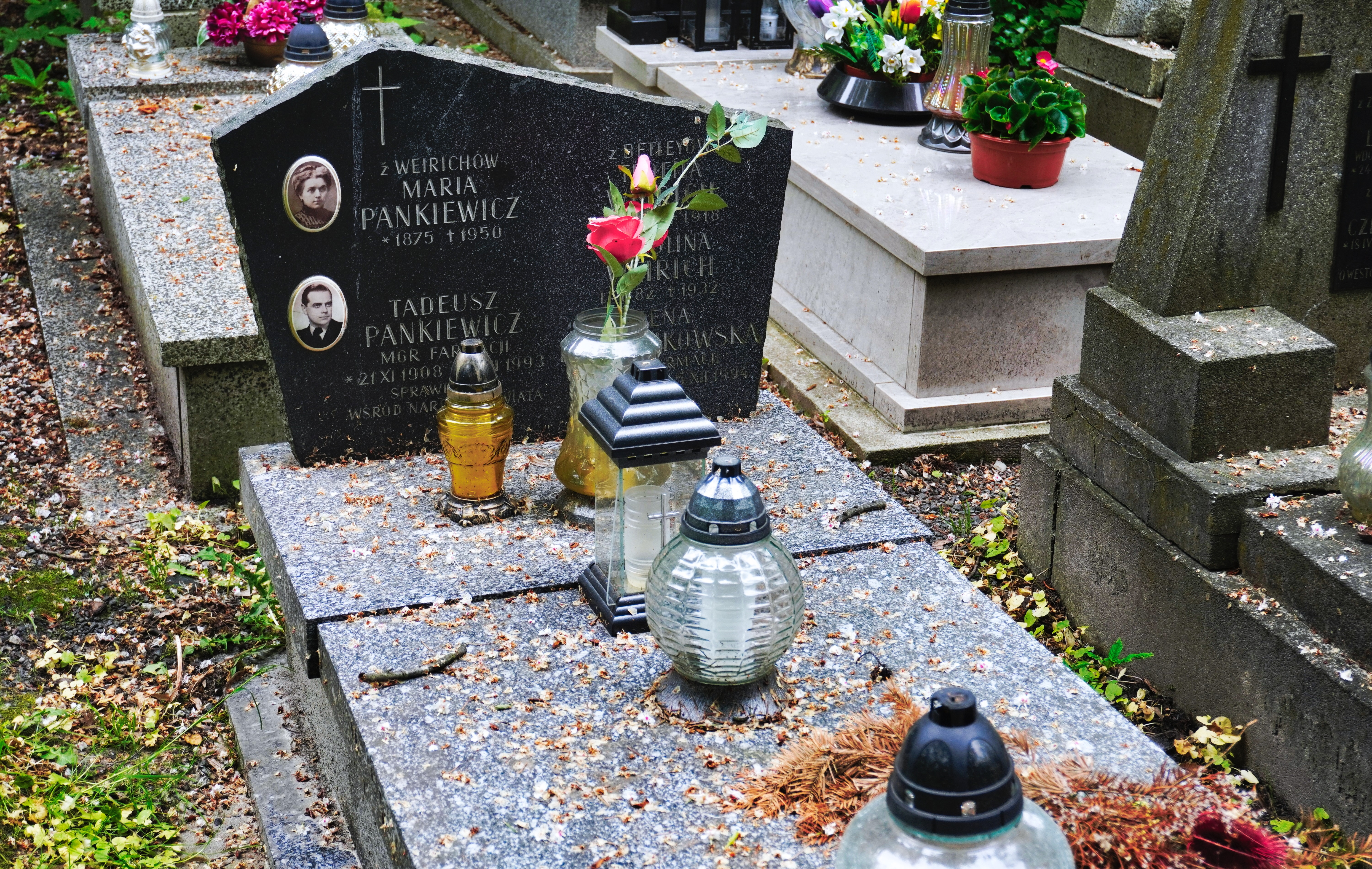
Grób Tadeusza Pankiewicza na cmentarzu Rakowickim w Krakowie

W pierwszych dniach wojny Tadeusz Pankiewicz wraz ze swoim współpracownikiem wyjechał z Krakowa do Lwowa. Do Krakowa powrócił 6 listopada 1939. 9 listopada został aresztowany w kawiarni Pod Gruszką podczas Zweite Sonderaktion Krakau i osadzony w więzieniu przy ul. Montelupich. Po zwolnieniu 5 grudnia 1939, powrócił do pracy w aptece.
W latach 1941–1943 za zgodą władz niemieckich prowadził działalność we własnej aptece Pod Orłem w getcie krakowskim  . Bezpośrednio po utworzeniu getta, 3 marca 1941, urzędnicy niemieccy zaproponowali Pankiewiczowi w zamian za pozostawioną aptekę w getcie zarząd nad apteką pożydowską w centrum Krakowa. Pankiewicz nie przyjął propozycji i zaczął starania o prowadzenie własnej apteki w getcie. Kierownik niemieckiej Izby Aptekarskiej w Krakowie (Pharmazierat) Stahl, w obawie przed wybuchem epidemii, pozytywnie zaopiniował prośbę Pankiewicza. Po spełnieniu warunków narzuconych przez urzędników niemieckich, tzn.: musiał udowodnić swoje „aryjskie” pochodzenie, zobowiązać się, że zatrudni wyłącznie „aryjski” personel i złożyć na piśmie oświadczenie, że pracownicy apteki nie będą prowadzili rozmów z Żydami na inne tematy niż ściśle medyczne, wydano Pankiewiczowi zgodę na funkcjonowanie apteki w getcie. Zgoda była udzielona z ograniczonym terminem, po upływie którego ponownie musiał zabiegać o przedłużenie ważności dokumentów. Dyżur nocny w aptece pełnił wyłącznie Pankiewicz, więc właściwie zamieszkał w pokoju dyżurnym przy aptece. Stał się jedynym gojem przebywającym na stałe w getcie, co było wyjątkową sytuacją w historii II wojny światowej.

## Pomoc udzielana mieszkańcom getta
Od pierwszego dnia istnienia getta gościł w aptece jego mieszkańców, stwarzając miejsce spotkań elit kulturalnych i zawodowych getta - namiastkę wolnego świata. Pomagał podtrzymać kontakty zawodowe i towarzyskie ze światem poza murami zdobywając przepustki dla kilku naukowców, lekarzy i prawników zaprzyjaźnionych z osobami zamkniętymi w getcie.
W początkowym okresie pomoc Pankiewicza dla mieszkańców getta sprowadzała się do potwierdzania na recepcie braku leku w aptece, co umożliwiało uzyskanie przepustki na wyjście poza teren getta. Od początku 1942, w getcie zagrożonym wysiedleniami, ukrywał w aptece tych, którzy obawiali się nocnych aresztowań lub wpisania na listę wysiedleńców. Przez okres dwóch lat trwania getta nie zdarzyło się, by przebywał nocą w aptece sam.
Podczas masowych wysiedleń wspierał wysiedleńców konkretną pomocą. Oddawał wysiedleńcom za darmo leki uspokajające, nasercowe, przeciwbólowe oraz materiały opatrunkowe, wspomagał żywnością i lekami skrajnie ubogich mieszkańców getta „B”. Środki do świadczenia pomocy czerpał z nadwyżek realizowanych zamówień na zapotrzebowanie apteki. Właścicielowi apteki wysiedleńcy powierzali wiadomości, ostatnie dyspozycje, polecenia oraz cenne rzeczy do przekazania najbliższym. Sumiennie wywiązał się z tego zadania wspominany z ogromnym szacunkiem przez ocalonych Żydów.
Pankiewicz pośredniczył wraz z pracownicami apteki Ireną Droździkowską, Heleną Krywaniuk i Aurelią Danek w przekazywaniu nielegalnej korespondencji, potrzebnych i pożądanych przedmiotów oraz zamówionych materiałów. Korzystając z pośrednictwa dr Michała Weicherta dostarczał leki i przesyłki więźniom obozu płaszowskiego. W niesieniu pomocy Żydom współpracował także z dr. Ludwikiem Żurowskim, lekarzem chorób zakaźnych, który posiadał stałą przepustkę do getta. Pomagał znaleźć miejsca, gdzie można było bezpiecznie przeczekać okres wysiedleń poza murami getta. Interweniował u władz niemieckich w sprawie uwolnienia z aresztu Ordnungsdienstu, w kilku przypadkach interwencja się powiodła.
Pankiewicz, na prośbę jednego z rabinów ukrywał w aptece kilkanaście Tor, które w 1945 roku oddał Wojewódzkiej Żydowskiej Komisji Historycznej. Przechowywał dokumenty osobiste, prace naukowe na prośbę znajomych, dzięki czemu po wojnie bez przeszkód mogli wykonywać swój zawód.
Po wojnie Pankiewicz mówił o pomocy udzielanej Żydom: „ryzyka była dużo, ale myśmy z tego nie zdawali sobie sprawy, dlatego nie byliśmy żadnymi bohaterami. Spełniliśmy tylko swój święty obowiązek niesienia pomocy drugiemu, który sobie sam nie jest w stanie dać rady”.
Pankiewicz, pomagając Żydom, był kilkakrotnie bezpośrednio zagrożony. Jeden z najgroźniejszych konfidentów w getcie krakowskim, Szymon Szpitz umieścił nazwisko Pankiewicza na liście skierowanych do wysiedlenia na jesieni 1941 za organizacje nielegalnych spotkań w aptece dla mieszkańców getta i za umożliwienie im kontaktu z „aryjską” stroną miasta. Interwencja dr Rozalii Blau, chirurga ze Szpitala Żydowskiego uratowała Pankiewiczowi życie. W czasie wysiedlenia październikowego (1942) został wyprowadzony z apteki przez patrol policji niemieckiej i dołączony do transportu Żydów do obozu w Bełżcu, wówczas dowodzący wysiedleniem SS-Sturmbannführer Willi Haase pozwolił mu wrócić do apteki. Podczas czerwcowej akcji wysiedleńczej (1942) SS-Hauptsturmführer Kunde wszedł do apteki, załadował broń wsuwając w magazynek tyle kul ilu było pracowników w aptece i kiedy farmaceuci zastanawiali się: „zacznie strzelać z lewej, czy z prawej strony?”. Kunde, rozejrzawszy się, wyszedł na zewnątrz. Innym razem postawił aptekarza w groźnej sytuacji: skuł Pankiewicza kajdankami i wyprowadził na zewnątrz, tak, aby nie byli widoczni z okien apteki, wystrzelił w powietrze, czym wystraszył panie farmaceutki, a Pankiewicz do końca nie był pewien, czy Kunde nie zmieni zdania.
Pankiewicz, świadomy zagrożeń, przez dwa lata istnienia getta pełnił stały dyżur w swojej aptece, niosąc pomoc mieszkańcom getta. W jego aptece nigdy nikogo nie aresztowano, nikogo nie wyprowadzono z apteki do wysiedlenia z wyjątkiem samego aptekarza.
Po likwidacji getta pracował nadal w aptece. Od listopada 1944 wspierał artystów uciekinierów popowstańczych z Warszawy zapraszając do apteki i żywiąc ich. Wspomagał także kolegów Żydów wracających z tułaczki ze wschodu.

## Okres powojenny
W okresie tuż po wojnie Tadeusz Pankiewicz wspierał artystów krakowskich teatrów, zapraszając ich na kolacje do restauracji Feniks, do restauracji w hotelu Grand lub podejmując ich w aptece w pokoju dyżurnym. Przyjaźń nawiązana z artystami nawiązana w tym czasie przetrwała długie lata. Do jego przyjaciół należeli: Bolesław Fotygo-Folański, Saturnin Butkiewicz, Zofia Jaroszewska, Zdzisław Mrożewski, Kazimierz Meres, Józef Kuczyński, Helena Chaniecka, a także artyści sceny operowej: Beata Artemska, Barbara Kostrzewska oraz tancerze: Barbara Karczmarewicz, Witold Borkowski i małżeństwo Lewandowskich.
W latach 60. XX w. wielokrotnie występował jako świadek w procesach wytoczonych okupantom niemieckim: w Kilonii w 1967 proces przeciwko Wilhelmowi Kunde, Hermanowi Heinrichowi i Franzowi Müllerowi; w Hanowerze w 1977 – przeciwko Kurtowi Heinemeyerowi oraz w kilkudziesięciu procesach w Polsce. Zeznawał w Krakowie w 1951 w procesie przeciwko SS-Sturmbahnführerowi Wilhelmowi von Haase. Także w 1951 wystąpił jako świadek w procesie przed sądem państwowym przeciwko Michałowi Weichertowi, podczas którego zeznawał na korzyść Weicherta.
Po nacjonalizacji aptek w 1951 Pankiewicz był mianowany kierownikiem we własnej aptece i pełnił tę funkcję do 31 grudnia 1953 (pracę rozpoczynała tam inna Sprawiedliwa – Maria Nowak). Kiedy zorientował się, że pozostał na stanowisku kierownika własnej apteki jako jedyny dawny właściciel, poprosił o przeniesienie do innej apteki. Objął kierownictwo Apteki Społecznej nr 28 przy al. 29 Listopada 17, w sąsiedztwie cmentarza Rakowickiego. W tej aptece pracował aż do przejścia na emeryturę w 1974. Od 1948 do 8 stycznia 1951 pełnił funkcję I wiceprezesa Okręgowej Izby Aptekarskiej w Krakowie.
W latach 70. i 80. XX w. był stałym i znanym gościem kawiarni "Pod Pawiem" przy ul. Grodzkiej 43 w Krakowie. Tam spotykał się z przyjaciółmi oraz z tymi, którzy pragnęli z nim porozmawiać.
22 kwietnia 1983 w jego dawnej aptece otwarto Muzeum Pamięci Narodowej, które dziś jest oddziałem Muzeum Historycznego Miasta Krakowa. Pankiewicz uczestniczył w uroczystości otwarcia, później wielokrotnie przychodził tutaj ze swoimi gośćmi z zagranicy.
Uhonorowania i wyrazy uznania Pankiewicz przyjmował z dystansem: „To co ja robiłem, każdy przyzwoity człowiek powinien zrobić. Ja nie robię z tego żadnego bohaterstwa. To był mój święty obowiązek. To oni zrobili z tego legendę, która mi się nie należy”.
Tadeusz Pankiewicz zmarł 5 listopada 1993. Został pochowany w grobie rodzinnym na cmentarzu Rakowickim. Grób znajduje się w kwaterze VIII wschód, tuż przy alejce.

## Pankiewicz a bezpieka
Pankiewicz pozostawał w strefie zainteresowania bezpieki od czasu podróży do Izraela w 1957. Był inwigilowany do lat 80. XX w. W związku z podróżami zagranicznymi znalazł się w podobnej sytuacji do wielu znanych podróżników. Pomimo kontaktów z bezpieką nigdy nie wyraził zgody na współpracę z SB, chociaż był traktowany jako źródło informacji. Dodać należy bezwartościowej informacji, gdyż dane teleadresowe były i tak dla SB dostępne z kontrolowanej przez nich korespondencji.

## WspomnieniaApteka w getcie krakowskim
W 1947 Pankiewicz opublikował na prośbę przyjaciół z getta wspomnienia pt.: Apteka w getcie krakowskim. Książka jest wyjątkowym świadectwem – relacją goja, który mieszkając w samym centrum getta był uczestnikiem wydarzeń, ale też był świadkiem. Pankiewicz zdał relację z codziennego życia mieszkańców getta i krwawych akcji wysiedleńczych aż po likwidację getta oraz przedstawił obraz getta po wysiedleniu jego mieszkańców. W swoich wspomnieniach wymienia ponad 240 nazwisk osób związanych z gettem krakowskim. Książka została przetłumaczona na języki: hebrajski, angielski, niemiecki, holenderski i francuski.

## Odznaczenia
- 1957 – Złoty Krzyż Zasługi nadany przez Radę Państwa
- Medal im. Jana Szastera przyznany przez Polskie Towarzystwo Farmaceutyczne
- 1966 – Złota Odznaka Miasta Krakowa
- 1983 – Medal „Sprawiedliwy wśród Narodów Świata”
- 1984 – Krzyż Kawalerski Orderu Odrodzenia Polski nadany przez Radę Państwa